# Team ICO
Team Ico war ein von Fumito Ueda geleitetes japanisches Entwicklerteam innerhalb des Spieleentwicklerstudios SIE Japan Studio.

## Geschichte
Team Ico wurde 1997 in Japan gegründet. 2001 brachten sie ihr Erstlingswerk Ico für die PlayStation 2 heraus und erhielten dafür gute Kritiken. 2005 veröffentlichten sie das Spiel Shadow of the Colossus. Seit 2007 war The Last Guardian bei Team ICO in Entwicklung und wurde offiziell 2009 auf der Expo angekündigt. Das Spiel sollte zu Anfang 2011 exklusiv für die PlayStation 3 erscheinen, verzögerte sich aber immer weiter.
2011 verließ Ueda Sony. Das Team wurde formal nie aufgelöst, trat namentlich aber auch nicht mehr in Erscheinung. Mit einigen Team-Ico-Mitgliedern gründete Ueda 2014 Gen Design. Die Entwicklung von Team Icos letzter Arbeit The Last Guardian ging 2014 an Gen Design über (in Zusammenarbeit mit SIE Japan Studio) und erschien schließlich 2016 für die PlayStation 4.
Trotz des geringen Outputs erhielten Team Icos Spiele hohes Kritikerlob und galten als einflussreich innerhalb der Branche. Die Spiele waren minimalistisch in ihrem Storytelling und konzentrierten sich vor allem auf die emotionale Beziehung der Spielfigur zu anderen Figuren der Spielwelt.

## Ludografie
| Titel                                       | Veröffentlichung   | Plattform     |
| ------------------------------------------- | ------------------ | ------------- |
| Ico                                         | 24. September 2001 | PlayStation 2 |
| Shadow of the Colossus                      | 18. Oktober 2005   | PlayStation 2 |
| The Ico & Shadow of the Colossus Collection | 22. September 2011 | PlayStation 3 |
| The Last Guardian                           | 6. Dezember 2016   | PlayStation 4 |